# Баргузин (село)
Баргузин (рос. Баргузин) — село, адміністративний центр Баргузинського району, Бурятії Росії. Входить до складу Сільського поселення Баргузинське.
Населення — 5702 особи (2015 рік).

## Історія
Село засноване 1648 року. З 1783 по 1927 мав статус міста. З 1927 по 1973 — був селом. З 1973 по 2004 мав статус робітничого селища. Потім знову став селом.

## Особистості
- Бернштейн Самуїл Борисович (1911—1997) — мовознавець